# エイドリアン・サンプソン
エイドリアン・デビッド・サンプソン（Adrian David Sampson, 1991年10月7日 - ）は、アメリカ合衆国ワシントン州キング郡レドモンド出身のプロ野球選手（投手）。MLBのワシントン・ナショナルズ傘下所属。右投右打。

## 経歴

### プロ入り前
2011年のMLBドラフト16巡目（全体493位）でフロリダ・マーリンズから指名されたが、この時は契約しなかった。

### プロ入りとパイレーツ傘下時代
2012年のMLBドラフト5巡目（全体166位）でピッツバーグ・パイレーツから指名され、プロ入り。契約後、傘下のA-級ステート・カレッジ・スパイクスでプロデビュー。11試合（先発9試合）に登板して0勝1敗、防御率2.95、44奪三振を記録した。
2013年はA+級ブレイデントン・マローダーズでプレーし、25試合（先発24試合）に登板して5勝8敗、防御率5.14、85奪三振を記録した。
2014年はAA級アルトゥーナ・カーブとAAA級インディアナポリス・インディアンスでプレーし、2球団合計で28試合に先発登板して11勝6敗、防御率2.96、109奪三振を記録した。オフにはアリゾナ・フォールリーグに参加し、スコッツデール・スコーピオンズに所属した。
2015年はAAA級インディアナポリスでプレーした。

### マリナーズ時代
2015年7月31日にJ.A.ハップとのトレードで、シアトル・マリナーズへ移籍した。移籍後は傘下のAAA級タコマ・レイニアーズでプレーし、2球団合計で28試合に先発登板して10勝12敗、防御率4.76、123奪三振を記録した。
2016年は開幕からAAA級タコマでプレーし、6月18日にメジャー契約を結んでアクティブ・ロースター入りし、同日のボストン・レッドソックス戦でメジャーデビュー（4.2回を4失点で敗戦投手）。この年メジャーでの登板はこの1試合のみだった。

### レンジャーズ時代
2016年11月2日にウェイバー公示を経てテキサス・レンジャーズへ移籍した。11月18日にマイナー契約となった。
2017年はルーキー級アリゾナリーグ・レンジャーズ、A+級ダウンイースト・ウッドダックス、AAA級ラウンドロック・エクスプレスでプレーし、3球団合計で8試合に先発登板して2勝2敗、防御率3.45、21奪三振を記録した。
2018年、マイナーではAAA級ラウンドロックでプレーし、33試合（先発19試合）に登板して8勝4敗、防御率3.77、85奪三振を記録した。9月3日にメジャー契約を結んでアクティブ・ロースター入りした。この年メジャーでは5試合（先発4試合）に登板して0勝3敗、防御率4.30、15奪三振を記録した。オフの11月30日にノンテンダーFAとなったが、2019年1月4日にレンジャーズとマイナー契約で再契約し、スプリングトレーニングに招待選手として参加することになった。
2019年の開幕はAAA級ラウンドロックで迎えたが、4月1日にメジャー契約を結んでアクティブ・ロースター入りした。5月17日のセントルイス・カージナルス戦でメジャー初勝利を挙げた。

### ロッテ・ジャイアンツ時代
2019年11月22日に韓国プロ野球のロッテ・ジャイアンツと契約した。2020年は9勝を記録するも、2021年保留選手名簿から外され同年限りで自由契約選手となった。

### カブス時代
2021年5月11日にシカゴ・カブスとマイナー契約を結び、傘下のAAA級アイオワ・カブスへ配属された。8月18日にメジャー契約を結んでアクティブ・ロースター入りし、10試合（先発5試合）に登板した。オフの11月5日にマイナー契約でAAA級アイオワへ配属された。
2022年は開幕をAAA級アイオワで迎え、5月8日にメジャー契約を結んでアクティブ・ロースター入りした。1試合に登板後の5月10日にDFAとなった。

### マリナーズ傘下時代
2022年5月13日にウェイバー公示を経てマリナーズへ移籍した。移籍後はAAA級タコマへ配属されたが登板機会は無いまま5月22日にDFAとなり、25日にFAとなった。

### カブス復帰
2022年5月31日に3週間前まで所属していたカブスと再びマイナー契約を結び、AAA級アイオワへ配属された。6月16日にメジャー契約を結んでアクティブ・ロースター入りした。

### レイズ傘下時代
2023年8月1日にジョシュ・ロバーソンとのトレードでマヌエル・ロドリゲスとともにタンパベイ・レイズに移籍した。移籍後はそのままAAA級ダーラム・ブルズに配属されたが、それからわずか2日後に自由契約となった。

### レンジャーズ傘下時代
2024年2月13日にレンジャーズとマイナー契約を結び、同年のスプリングトレーニングには招待選手として参加したが、この年の開幕はAAA級ラウンドロックで迎えた。この年もメジャーに昇格することは一度も無いまま、オフの11月4日にFAとなった。

### ナショナルズ傘下時代
2025年5月6日にワシントン・ナショナルズとマイナー契約を結び、同日中にAAA級ロチェスター・レッドウィングスに配属された。

## 詳細情報

### 年度別投手成績
| 年 度    | 球 団       | 登 板 | 先 発 | 完 投 | 完 封 | 無 四 球 | 勝 利 | 敗 戦 | セ 丨 ブ | ホ 丨 ル ド | 勝 率 | 打 者 | 投 球 回 | 被 安 打 | 被 本 塁 打 | 与 四 球 | 敬 遠 | 与 死 球 | 奪 三 振 | 暴 投 | ボ 丨 ク | 失 点 | 自 責 点 | 防 御 率 | W H I P |
| -------- | ----------- | ----- | ----- | ----- | ----- | -------- | ----- | ----- | -------- | ----------- | ----- | ----- | -------- | -------- | ----------- | -------- | ----- | -------- | -------- | ----- | -------- | ----- | -------- | -------- | ------- |
| 2016     | SEA         | 1     | 1     | 0     | 0     | 0        | 0     | 1     | 0        | 0           | .000  | 21    | 4.2      | 8        | 2           | 1        | 0     | 0        | 2        | 0     | 0        | 4     | 4        | 7.71     | 1.93    |
| 2018     | TEX         | 5     | 4     | 0     | 0     | 0        | 0     | 3     | 0        | 0           | .000  | 96    | 23.0     | 24       | 6           | 4        | 0     | 2        | 15       | 2     | 1        | 13    | 11       | 4.30     | 1.22    |
| 2019     | TEX         | 35    | 15    | 1     | 0     | 0        | 6     | 8     | 0        | 0           | .429  | 563   | 125.1    | 156      | 29          | 36       | 1     | 9        | 101      | 4     | 1        | 86    | 82       | 5.89     | 1.53    |
| 2020     | ロッテ(KBO) | 25    | 25    | 0     | 0     | 0        | 9     | 12    | 0        | 0           | .429  | 590   | 130.0    | 167      | 14          | 36       | 0     | 6        | 87       | 8     | 2        | 87    | 78       | 5.40     | 1.56    |
| 2021     | CHC         | 10    | 5     | 0     | 0     | 0        | 1     | 2     | 0        | 0           | .333  | 145   | 35.1     | 30       | 8           | 8        | 0     | 6        | 28       | 1     | 0        | 15    | 11       | 2.80     | 1.08    |
| 2022     | CHC         | 21    | 19    | 0     | 0     | 0        | 4     | 5     | 0        | 0           | .444  | 428   | 104.1    | 101      | 10          | 27       | 0     | 2        | 73       | 0     | 1        | 40    | 36       | 3.11     | 1.23    |
| MLB：5年 | MLB：5年    | 72    | 44    | 1     | 0     | 0        | 11    | 19    | 0        | 0           | .367  | 1253  | 292.2    | 319      | 55          | 76       | 1     | 19       | 219      | 7     | 3        | 158   | 144      | 4.43     | 1.35    |
| KBO：1年 | KBO：1年    | 25    | 25    | 0     | 0     | 0        | 9     | 12    | 0        | 0           | .429  | 590   | 130.0    | 167      | 14          | 36       | 0     | 6        | 87       | 8     | 2        | 87    | 78       | 5.40     | 1.56    |

- 2024年度シーズン終了時

### 年度別守備成績
| 年 度 | 球 団       | 投手（P） | 投手（P） | 投手（P） | 投手（P） | 投手（P） | 投手（P） |
| 年 度 | 球 団       | 試 合     | 刺 殺     | 補 殺     | 失 策     | 併 殺     | 守 備 率  |
| ----- | ----------- | --------- | --------- | --------- | --------- | --------- | --------- |
| 2016  | SEA         | 1         | 1         | 1         | 0         | 0         | 1.000     |
| 2018  | TEX         | 5         | 0         | 2         | 1         | 0         | .667      |
| 2019  | TEX         | 35        | 4         | 17        | 0         | 1         | 1.000     |
| 2020  | ロッテ(KBO) | 25        | 4         | 29        | 5         | 3         | .868      |
| MLB   | MLB         | 41        | 5         | 20        | 1         | 1         | .962      |
| KBO   | KBO         | 25        | 4         | 29        | 5         | 3         | .868      |

- 2020年度シーズン終了時

### 背番号
- 25（2016年）
- 52（2018年 - 2019年）
- 24（2020年）
- 56（2021年）
- 41（2022年）